# Prichard (krater)
För andra betydelser, se Prichard.
Prichard är en nedslagskrater med en diameter på 23 kilometer, på planeten Venus. Prichard har fått sitt namn efter författaren Katharine Susannah Prichard.